# Pardosa anomala
Pardosa anomala är en spindelart som beskrevs av Willis J. Gertsch 1933. Pardosa anomala ingår i släktet Pardosa och familjen vargspindlar. Inga underarter finns listade i Catalogue of Life.